# Pierre Perpall
Pierre Perpall (né le 11 novembre 1948 à Montréal, Québec, Canada) est un chanteur, danseur et musicien canadien. Actif depuis les années 1960, il est connu pour ses performances énergiques et ses incursions dans plusieurs genres musicaux, notamment la soul, le funk, le disco et la pop. Il a également enregistré sous les pseudonymes Purple Flash, Pluton & the Humanoids et Peter Pandora.
Il est l'un des premiers chanteurs noirs au Québec à apparaître à la télévision et à mener une carrière à succès de plus de 60 ans, ouvrant la voie à ceux qui lui ont succédé.
Débuts professionnels : 1965.
Biographie
Né à Montréal d'un père afro-américain, Slim Perpall, musicien de jazz et saxophoniste avec le big band de Duke Ellington, et d'une mère québécoise, Pierre Perpall grandit dans un environnement musical.
En 1963, il remporte un concours de twist lors d'un spectacle de Chubby Checker, ce qui lui donne la piqûre du show-business. Il forme alors son premier groupe, Les Poodles, suivi de Les Jeans, Les Bethovens et enfin Pierre Perpall. Ses performances scéniques, influencées par James Brown, attirent rapidement l'attention.
En 1966, il connaît un succès marquant avec les chansons Pour moi ça va (i feel good ) et Ma lili Hello vendus a 55,000 copies  a l'époque, adaptation francophone au style soul-funk.
Carrière musicale
Au fil des décennies, Pierre Perpall explore divers styles et collabore avec des artistes tels que B.B. King, Peaches and Herb, The Commodores, Céline Dion, Nancy Martinez, R.B. Greaves, N'dea Davenport et Horse Meat et Bonnie Pointer en Floride, Mexique, Las Vegas, Los Angeles et le Canada.
Il enregistre sous plusieurs pseudonymes :
Purple Flash : disco et funk
Pluton & the Humanoids : électro-italo
Peter Pandora : pop-rock
Pierre Perpall : disco, soul et crooner
Auteur-compositeur-interprète, il compte 26 singles et 18 albums sortis mondialement. Parmi ses titres notables :
Danser (1978)
We Can Make It (1984, Purple Flash)
Crème Soufflée (1981, Purple Flash)
World Invaders (1982, Pluton & the Humanoids)
Secret Love (2008)
I Think I'm in Love with You (2015, Purple Flash)
Together We Can (2021)
À l'époque du breakdance, il gère 18 groupes de danse hip-hop, fonde sa maison de disques OVNI et signe 14 artistes (Martin Stevens, Michel Stax,ect,, dont The Kids avec Laurence Jalbert, avant qu'elle ne devienne célèbre.
Style et influence
Reconnu pour son style scénique dynamique et son mélange de musique afro-américaine et de chanson francophone, il est parfois surnommé le James Brown québécois et avec les années il crée son propre style. Il a aussi produit et réalisé plus de 15 revues musicales, présentées notamment dans des casinos depuis 2001.
Discographie sélective
Albums
Danser (1978)
Secret Love (2008)
Soul (2013)
Together We Can (2021)
Purple Flash Greatest Hits (2001)
Mes grands succès, volume 1 (2008)
The Christmas Album (2010)
Singles :
Ma lili Hello ( 1966 )
Pour moi ça va (1965)
J'aime danser avec toi (1981) 
Ça dépend de qui (1977)
We Can Make It (1984)
Keep Doing That Thing (1985)
DA DA DA  (1983)
I Think I'm in Love with You (2015)
Récompenses et distinctions
Intronisé au Musée canadien de l'histoire (Gatineau, 2025)
Intronisé à l'Afro Musée (Montréal, 2022)
ENTERTAINER OF THE YEAR - ( MIAMI BEACH 1970 )
Lauréat de prix régionaux pour sa contribution à la musique disco et funk au Québec
Nombreuses participations à des événements caritatifs et culturels
Note : Son cousin est Fantastic Negrito, triple lauréat des Grammy Awards dans la catégorie blues.
PIERRE PERPALL un caméléon de la musique qui a su faire ça place et durer.
www.pierreperpall.com